# Calimeris hispida
Calimeris hispida là một loài thực vật có hoa trong họ Cúc. Loài này được (Thunb.) Nees mô tả khoa học đầu tiên năm 1833.